# Moment of Glory
Moment of Glory je kompilační album německé hardrockové kapely Scorpions z roku 2000, natočeno ve spolupráci s Berlínskou filharmonií. Aranžmá skladeb pro orchestr je prací Christiana Kolonovitse.

## Seznam skladeb
1. "Hurricane 2000" – 6:04
2. "Moment Of Glory" – 5:08
3. "Send Me An Angel" – 6:19
4. "Wind of Change" – 7:36
5. "Crossfire" – 6:47
6. "Deadly Sting Suite" – 7:22
7. "Here In My Heart" – 4:20
8. "Still Loving You" – 7:28
9. "Big City Nights" – 4:37
10. "Lady Starlight" – 5:32
11. "Hurricane 2000" (Radio Edit) (bonusová skladba)

## Sestava
- Klaus Meine – zpěv
- Matthias Jabs – kytara
- Rudolf Schenker – kytara
- Ken Taylor – baskytara
- James Kottak – bicí

- Berlínská filharmonie